# Avenida Ejército (Arequipa)
La avenida Ejército es una de las principales avenidas de la ciudad de Arequipa, en el Perú. Se extiende de este a oeste en los distritos de Arequipa, Yanahuara, Cayma y Cerro Colorado, formando parte de un importante corredor vial de acceso al centro histórico desde el aeropuerto Rodríguez Ballón. En sus primeras cuadras se destaca por ser un importante eje comercial.

## Recorrido

### Distrito de Yanahuara
Se inicia en el Puente Grau, siguiendo el trazo de la calle homónima en el centro histórico con el óvalo donde resalta el monumento al héroe del Combate de Angamos dando inicio a la avenida. Al norte del Óvalo se inicia la avenida Bolognesi que se encuentra bordeada con una  alameda y una bajada hacia el hotel La Posada del Puente en la esquina derecha mientras que en la otra esquina se encuentra la Clínica Arequipa. En el lado sur, se inicia la bajada del Puente Bajo Grau hacia la avenida La Marina.
En la siguiente cuadra, cruza las calles Cortaderas y La Recoleta que se encuentran de norte a sur respectivamente siendo la última donde en la esquina se encuentra el Edificio Nasya I comenzando así la avenida como una zona comercial y financiera que recorrerá por ambos tramos. También se abre una berma que termina formándose como una alameda donde comprende algunos monumentos como el de Ramón Castilla y otro que representa la tradicional Pelea de toros.
Durante el siguiente trayecto, da inicio y a la vez desembocan  varias calles que dan a los barrios históricos de Yanahuara al norte y el de Antiquilla al sur siendo en este último la más importante la avenida Emmel que separa el distrito de Yanahuara con el cercado. Pasando la avenida Emmel, resaltan otros locales comerciales como el centro comercial Yanahuara y Supermercados Metro antes de limitar con el distrito de Cayma.

### Distrito de Cayma
Ya en el distrito de Cayma, la berma central deja de convertirse en alameda antes de que la avenida cruce por debajo de la avenida Cayma por un intercambio vial a desnivel. Durante ese tramo, se encuentran otros locales comerciales, casinos y centros de oficinas como el Edificio Nasya II y el Centro Comercial Cayma al norte con otras calles que desembocan dentro del distrito de Yanahuara al norte. Al sur de la avenida, se encuentra el Mallplaza Cayma y la calle Sevilla ya al comienzo del intercambio vial.
Cruzando el intercambio vial por debajo de la avenida Cayma, en el siguiente tramo se encuentra con la calle Los Arces que cruza de norte a sur. En la siguiente cuadra se encuentran el Centro Comercial Real Plaza y Estilos al sur mientras que más al fondo por el norte se encuentra con la Clínica San Juan de Dios. Pasando la clínica, la avenida cruza posteriormente sobre la torrentera el Chullo justo en el lugar donde se encuentra el Puente del Diablo hoy Puente Juan Pablo II donde se encuentra el monumento al Papa de la iglesia católica, el borde del puente y la torrentera no se encuentra visible ya que ha sido ocupada por viviendas y locales comerciales.

### Distrito de Cerro Colorado
Cruzando la torrentera, se encuentra un arco que da inició al distrito de Cerro Colorado donde la avenida se convierte en Prolongación avenida Ejército cambiando su dirección hacia el norte. La avenida continuará como parte del distrito de Cerro Colorado bajo los nombres de Pumacahua y Aviación respectivamente hasta llegar al Aeropuerto Internacional Rodríguez Ballón y a la carretera a Yura.

## Galería

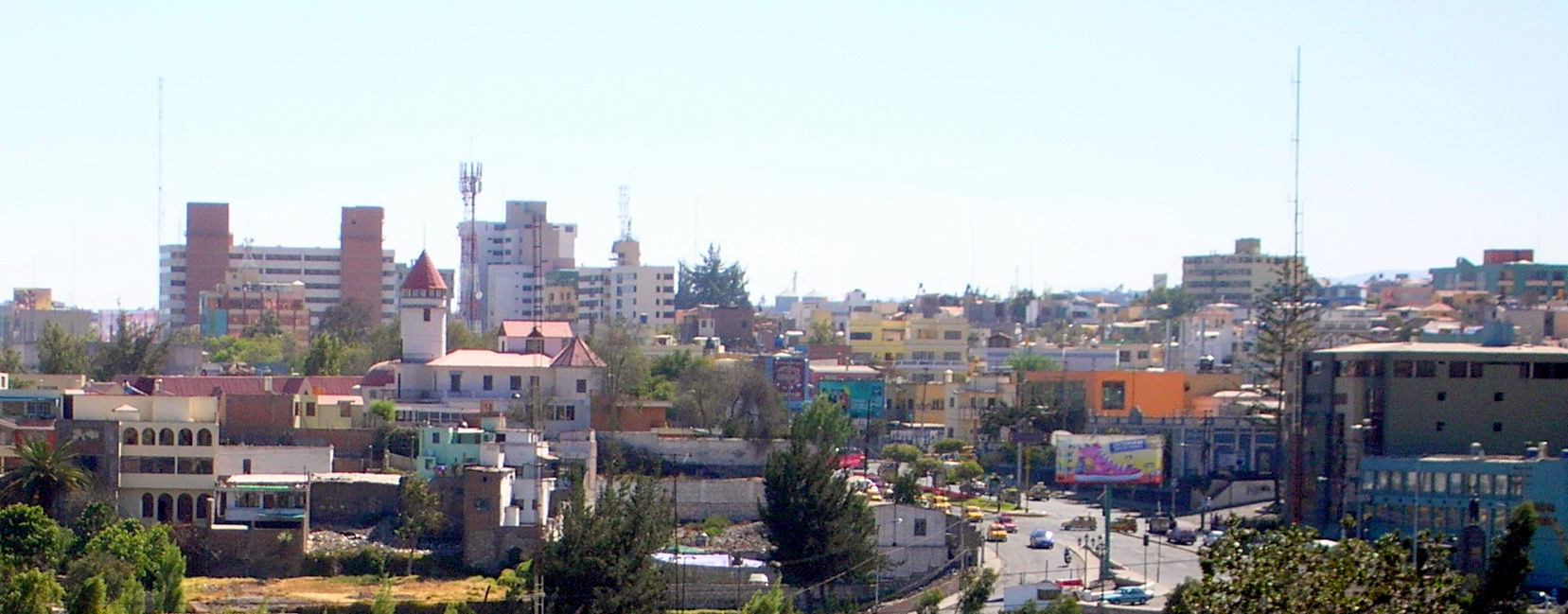
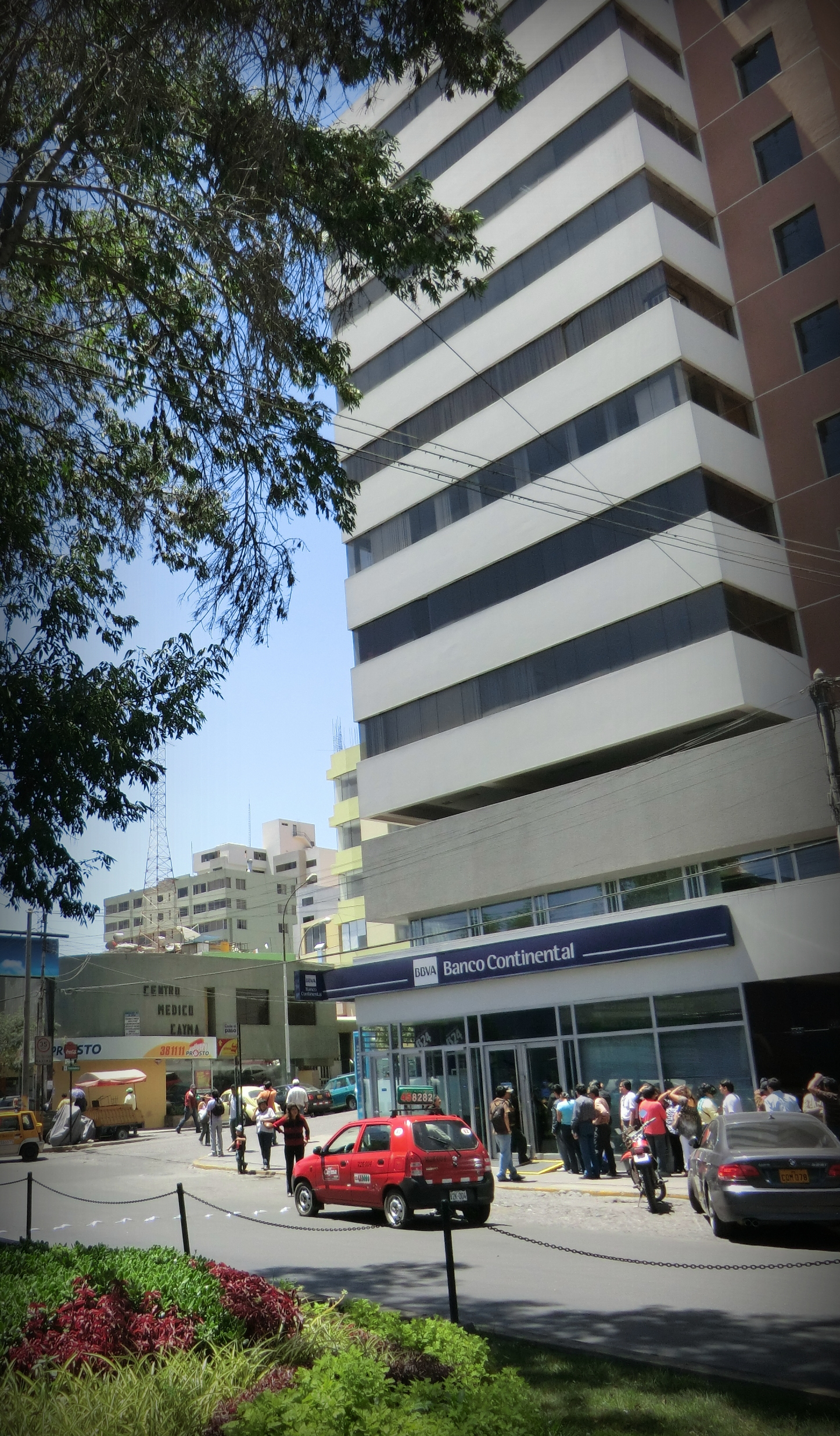